# Explikation
En explikation är en filosofisk term som används inom kunskapsteorin som ett alternativ till traditionella definitioner. Medan en traditionell definition syftar till att ange en redan existerande betydelse av ett begrepp, syftar explikationen till att delvis återge denna betydelse, men även förbättra begreppet genom preciseringar och därmed skapa ett delvis nytt begrepp. Rudolf Carnap var den förste att diskutera explikationer.